# 小林タカ鹿
小林 タカ鹿（こばやし たかしか、旧芸名：小林 高鹿、1975年〈昭和50年〉10月23日 - ）は、日本の俳優。本名、小林 隆志（こばやし たかし）。東京都出身。
芸能プロダクションへの所属は、クリオネ、ALBAを経て2024年7月1日に独立。ナイロン100℃の元劇団員。ペンギンプルペイルパイルズの劇団員。

## 人物・来歴
- 血液型：O型。身長：176cm。体重：71kg[1]。
- 豊島区立清和小学校・豊島区立大塚中学校（現在の豊島区立巣鴨北中学校）・東京都立北園高校卒業、学習院大学中退。本人は「巣鴨」を「生まれ育った街」と表現している[10]。
- 芸名の由来は鹿に似ていると言われたことから[11]。
- 40歳を機に芸名を「高鹿」から「タカ鹿」に改名[12]。
- TOKYO FM系全国ネット[13]のラジオドラマ、『NISSAN あ、安部礼司〜BEYOND THE AVERAGE』のタイトル・ロールで主人公の安部礼司役を、番組・CD・イベント・動画/音声配信などで、2006年の番組開始時から務めている[14]。その間の安部礼司は、東日本大震災後の特別生放送で岩手県の状況を伝えたことなどが評価されて、2012年3月10日には岩手県より「希望郷いわて文化大使」に任命され、2014年10月31日の「『NISSAN あ、安部礼司〜BEYOND THE AVERAGE』チーム安部礼司の青森出張 in 三内丸山遺跡」では、世界遺産登録を目指す「北海道・北東北の縄文遺跡群」のPR活動に寄与したことを評価され、青森県知事から無期限の「あおもり名誉縄文人」を任命されている[15]。
- 「安部」では、2013年の放送400回突破記念大感謝祭 「安部魂（あべコン）」でギネス世界記録を認定された時の報道陣向けの番組取材要領にも、「ラジオドラマのイメージを守るため、声優の方のアップでの撮影はご遠慮下さい[16]。」と書いてあったが、その後、2015年のABE-GIG in 日本武道館の頃までに、そのような正体や顔を隠す文言が付かなくなった[17][18]。「安部」のキャストは、有観客イベントへサングラスをかけて出演した時期もあったが、そちらもサングラスではないメガネへと変更になった[19]。
- 中学ではバスケットボール部、高校ではハンドボール部だったが、徐々に「俺はスポーツの神様に愛されていないな」という感覚になり、大学では勝ち負けのない世界にいこうと考え、学習院大学の演劇部（OBに細川俊之など）へ加入して芝居に入門した。大学の演劇部は、舞台上に本物の水が出る井戸を製作して、上演中に実際にそこから水を出すような事までやっており、照明、音響、宣伝、広告取り、大道具、小道具なども学んだ。在学中に、ケラリーノ・サンドロヴィッチが立ち上げたナイロン100℃のオーディションに合格[6][20][21]。また、学生時代に見た唐十郎のテント芝居において、そのテントの周囲の街の様子を劇中に取り入れていること（テントの一部を取り払う、「屋台崩し」の技法の一種[22][23]）に衝撃を受け、その記憶を今に残しているという[24]。なお今では、「良い作品に出会う運みたいなものが自分にはある」と述べている[25]。
- 「NISSAN あ、安部礼司〜BEYOND THE AVERAGE」が東京・神保町の街の様子を劇中に取り入れていることなどから[26]、日本の書店大手の三省堂書店・神保町本店では2022年の建て替え工事が始まるまで、日本を代表する作家達の写真と並んで、まだ著作が無いはずの小林タカ鹿の写真を角田光代とジェーン・スーの間に安部礼司の名で掲示していた（写真パネルには何も補足が書かれておらず、一見しただけでは、安部礼司がお芝居のキャラクターであるとは分からないようになっていた。）[27]。
- 「相棒」や「臨場」などの「テレビ朝日水曜21時枠刑事ドラマ」（NISSANもスポンサーならびに車輛協力）には、「NISSAN あ、安部礼司〜BEYOND THE AVERAGE」へ主演するようになる前と主演開始後に複数回ゲスト出演しているが、恋に落ちる潜入捜査官から元受刑者、冤罪の被害者から真犯人まで、その度に設定が全く異なる人物の役で出演した[28][29]。
- 杉崎真宏とのコントユニット「WANTED」としても活動。
- 繰り返し見たものとして、「フレンズ（1994年からの米シット・コムTVシリーズ）」、「美味しんぼ（主にアニメ版）」、「刑事コロンボ（主に小池朝雄吹き替え版）」、「江戸川乱歩の美女シリーズ（正体を明かすシーンや音楽など）」、「激突!（正体不明の車が登場する1971年スピルバーグ版）」 、スタンリー・キューブリック監督の映画内の「Kubrick stare[30][31] （=キューブリックの凝視：上目遣いで激しい感情を表現するキューブリック流の演出方法）」、M・ナイト・シャマラン監督作品（『サイン』など）などを挙げている[32][33]。
- 大学では文学部で心理学を学んだが、研究のためには、実験の結果が有意であることを分布や統計の面で証明をしなければならず、志望理由とは差ができてしまったことを、大学を中退した理由にあげている[34]。
- 「映像などが無い声だけの演技の"方法"」については、「台本と自分の間にイメージの世界を立ち上げて、そこで演技をする。」（「役者と客席の間に何かが立ち上がること、役者の想像力と観客の想像力で何か見える瞬間があることが大事で、役の中のほうに役者が入り込む事には疑いを持っている」）と繰り返し述べているが、「映像などが無い声だけの演技の"楽しみ方"」については、「こちらを気にせず、それぞれのイメージの世界の中で存分に楽しんで。」「それぞれの“普通”があっていいんだよ、と受け止めてくれたらうれしいですね」としている[6][35][36]。

## 出演
※

### CD
- 金子隆博（米米CLUB）プロデュース　作詞：村上大樹 ／ 作曲：金子隆博　「日曜日に会おうよ 〜Great Average Days」（2016年2月14日発売）品番：GOLD-0009、発売元：フラッシュライト・レコーズ、価格：1,500円（税込）
  - 【収録曲】1.日曜日に会おうよ～Great Average Days～／TEAM 安部礼司（安部礼司、安部優、刈谷勇、飯野平太、大場嘉門、五十嵐明、姫川皐月、鞠谷アンジュ、南総サトミ）、＜コーラス＞村上てつや（ゴスペラーズ）、竹本健一 他全6曲[39][40]

### 有料・有観客イベント
- 2009年
  - ウェディングパーティー 〜本気でオンリー優（2009年3月8日、渋谷CCレモンホール）[41]
- 2015年
  - (ゲスト出演)渡辺美里 30th Anniversary 「春の美里祭り 30th Revolution」（2015年5月5日、日比谷野外大音楽堂）[42]
  - ABE-GIG in日本武道館 〜10年に1度の大家族会議〜（2015年10月2日、日本武道館）[43][44]

### 音楽フェス
- 2018年
  - （フジファブリックとのコラボ）ホットフィールド2018（2018年8月5日・6日、富山県黒部市宮野運動公園）[45]
- 2023年
  - TOKYO FM リスナー感謝祭 in 渋谷音楽祭[46]2023「NISSAN あ、安部礼司〜BEYOND THE AVERAGE 生放送スペシャル！ in LINE CUBE SHIBUYA」（2023年10月22日、LINE CUBE SHIBUYA）[47]
- 2024年
  - TOKYO FM リスナー感謝祭 in 渋谷音楽祭2024 『NISSAN あ、安部礼司〜beyond the average〜生放送スペシャル！in LINE CUBE SHIBUYA』（2024年10月20日 LINE CUBE SHIBUYA、渋谷区立北谷公園）[48][49]

### MC
- 2025年
  - アクサ生命presents「小林タカ鹿と学ぶ 初心者向けゼロからわかる！ 知らないと損するマネーセミナー」（2025年4月26日、山形ビッグウィング）[50]

### 配信中・配信されたもの
※ラジオ、TV、映画、舞台など他の項目に記述されたものを除く
- 2013年
  - （有観客・音声配信）NISSAN あ、安部礼司〜BEYOND THE AVERAGE 放送400回突破記念大感謝祭「安部魂（あべコン）」- 安部礼司 役（ギネス世界記録[51][52]だったが、LISMO WAVE[53]は現在配信サービスを停止中。）
- 2020年
  - （無観客・動画配信）NISSAN あ、安部礼司〜BEYOND THE AVERAGE オンラインフェス 2020「ABE Tube」 - 安部礼司 役（累計視聴者数：8万人）[54]
- 2021年
  - そのとき、安部礼司 | Podcast on Spotify[55] & 音声コンテンツ AuDee[56] - 安部礼司 役
- 2022年
  - （無観客・動画配信）NISSAN あ、安部礼司〜BEYOND THE AVERAGE「Abe Tube 2022」- 安部礼司 役（21万回以上再生されたが、2022年3月31日までの期間限定公開の表記のまま、不定期に配信が復活する形に移行した[57]）
  - そのとき、安部礼司 | Podcast on Spotify[58] & 音声コンテンツ AuDee[56] - 安部礼司 役
  - Spotifyオリジナル[59] BATMAN 葬られた真実[60] - 悪徳警官フラス 役[61]
- 2023年
  - （無観客・動画配信）NISSAN あ、安部礼司〜BEYOND THE AVERAGE「ABE Tube 2023 〜未来のサラリーマン〜」[62][63] - 2006年と2023年の安部礼司 役（同時視聴者数が2万人以上だったが、2023年3月31日までの期間限定公開の表記のまま、不定期に配信が復活する形に移行した）
  - （有観客・動画配信）木曜日のシャンソニエ（2023年、Petit MOA[64]） - ゲスト出演[65][66][67]
  - そのとき、安部礼司 | Podcast on Spotify[58] & 音声コンテンツ AuDee[56] - 安部礼司 役（2月から更新）
  - 『平均的サラリーマン図鑑』音声コンテンツ AuDee[68] & Podcast on Spotify[69] & Apple Podcast[70] & Amazon Music[71] - 安部礼司 役（10月から更新）
  - TEAM安部礼司の大出張 #1 出張イベントが約4年ぶりに帰ってきた！2023年7月16日に開催された「神戸みなとまつり編」| Podcast on Spotify[72] & 音声コンテンツ AuDee[73] & Apple Podcast[74] & Amazon Music[75] - 安部礼司 役
  - TEAM安部礼司の大出張 #2「アミュプラザ宮崎編」| Podcast on Spotify[76] & 音声コンテンツ AuDee[77] & Apple Podcast[78] & Amazon Music[79] - 安部礼司 役
- 2024年
  - 『平均的サラリーマン図鑑(安部礼司編)』音声コンテンツ AuDee[68] & Podcast on Spotify[69] & Apple Podcast[70] & Amazon Music[71] - 安部礼司 役（1月から配信）
  - TEAM安部礼司の大出張 #3 鹿児島・枕崎「さつま黒潮きばらん海 枕崎港祭り」編 | Podcast on Spotify[80] & 音声コンテンツ AuDee[81] & Apple Podcast[82] & Amazon Music[83] - 安部礼司 役
  - 「TOKYO FM リスナー感謝祭 in 渋谷音楽祭2024」にて行われたTEAM安部礼司のウォークラリーイベント　「ドアをノックするのは安部だ！？」　音声コンテンツ全4話 | Podcast on Spotify[84]& AuDee[85]& Apple Podcast[86] & Amazon Music[87]（第1話はフレーム神南坂ビル、第2話は宇田川カフェ、第3話はトウセン宇田川町ビル、第4話は渋谷PARCO=2台目の劇中車の実車の展示場所、に設置された看板に書かれたQRコードを読み込んでクイズに正解した場合に聞くことができた音声と同内容。ウォークラリーのスタート＆ゴール地点の渋谷区立北谷公園=1台目の劇中車：日産・アリアの実車の展示場所、のクイズの正解者へのプレゼントは、音声コンテンツではなく限定ステッカー。）- 安部礼司 役
  - TEAM安部礼司の大出張 #4 in仙台「光のページェントと安部礼司」編　| Podcast on Spotify[88] & 音声コンテンツ AuDee[89] & Apple Podcast[90] & Amazon Music[91] - 安部礼司 役

### ラジオ
※radikoなどのサイマルラジオ配信を含む
- NHK-FM 青春アドベンチャー
  - ザ・ワンダーボーイ（2002年5月13日 - 31日）
  - スウィート・アンダーグラウンド（2002年7月29日 - 8月9日）- ジェット 役（主演の扱いで番組HPや番組のエンディングでは先頭に名前が登場していたが、NHKが作成した資料の中にはアリス役の宮本裕子を先頭に記載したものが存在する[92]）
- NHK-FM FMシアター
  - 遠い隣人（2003年3月15日）
  - さびしぼっち（2003年4月26日）
  - さよならバースディ（2006年4月29日）
- TOKYO FM系　NISSAN あ、安部礼司〜BEYOND THE AVERAGE（2006年4月2日 -  ） - 安部礼司／安部普通衛門 役：2025年6月8日が放送1000回目
- TOKYO FM系 平日、安部礼司（2015年3月30日 - 2016年3月31日）[93] - 安部礼司 役
- J-WAVE X'MAS DRAMA SPECIAL DEAR MY FRIENDS 第1話 「望遠レンズ」
- FM山形 第30回赤川花火記念大会FM山形実況生中継（2023年8月19日）- スペシャルゲスト[94]

### CM
※出典：ORICON NEWS 小林高鹿 CM出演
- トヨタ自動車：『マークX』帰ってきたオレ ピアス篇 ピアスの男役（2005年6月〜7月）
- リクルート：『リクナビNEXT』激励 送別会篇（2007年3月）
- 日産自動車：ラジオCM：2022年度までの「NISSAN あ、安部礼司〜BEYOND THE AVERAGE」の番組オンエアについては、「安部」本編のキャラクターが登場しないCMだけが挿入された回[96]があったが、2023年度以降は「NISSAN あ、安部礼司〜BEYOND THE AVERAGE」の番組オンエアの度に、「安部礼司」の本人を含めた番組本編のキャラクターが登場するCM（インフォマーシャル）が挿入されるようになった。

### テレビ
※動画配信を含む
- ウイークエンドドラマ 六本木キャバクラ天使（1999年1月 - 3月、テレビ朝日系）
- 金曜時代劇（NHK総合）
  - 茂七の事件簿 ふしぎ草紙（2001年）
  - 慶次郎縁側日記3 第6話（2006年11月16日） - 政吉 役
- 抱きしめたい（2002年10月12日、NHKデジタルハイビジョン）
- 金曜ナイトドラマ スカイハイ 第7話（2003年2月28日、テレビ朝日系）
- 木曜劇場 白い巨塔 第12話・第13話（2004年1月22日・29日、フジテレビ系） - 大阪地裁 野村書記官 役
- 人間の証明 第1話（2004年7月8日、フジテレビ系） - 冒頭で棟居刑事とコンビを組んでいる刑事 役
- ほんとにあった怖い話 第2シリーズ「潮騒の夢」（2004年10月18日、フジテレビ系）[97]
- 火9（フジテレビ系）
  - めだか 第1話（2004年10月5日）
  - 絶対零度〜特殊犯罪潜入捜査〜（2011年7月 - 9月） - 特殊犯罪対策室特殊犯罪捜査班・磯村亮平(第1話：優秀な市場調査員、第2話：ボランティア団体メンバー、第3話：メイドカフェに来た人・製薬会社営業マン・テレビ局から取材に来た人、第4話：造園業者、第5話：鹿で有名な奈良県から来た地主、第6話：水道業者、第7話：板前・中華料理店に来た人・オープンカフェの近くに来た人、第8話：ビルメンテナンス業者・電話で女性言葉を使ってクレームをつける客、第9話：外務大臣邸を巡回する人、第10話・第11話：外務大臣誘拐事件の捜査員) 役[98]
  - 救命病棟24時 第5シリーズ 第2話（2013年7月16日） - 井口友明 役
- 相棒（テレビ朝日系）
  - Season3 第9話「潜入捜査」（2005年1月5日） - 森本達也を名乗る男 役
  - Season11 第6話「交番巡査・甲斐享」（2012年11月21日） - 久保亮二 役
- 月9 不機嫌なジーン 第1話（2005年1月17日、フジテレビ系）
- NHK連続テレビ小説 ファイト 第3回・第12回・第13回（2005年3月30日・4月9日・11日、NHK） - 新井弘基 役
- 恋する日曜日 セカンドシリーズ 第3話・第4話「すばらしい日々」（2005年4月17日 - 4月24日、BS-TBS） - 品川竜太 役
- 月曜時代劇 名奉行! 大岡越前 第9話（2005年6月13日、テレビ朝日系） - 幸吉 役
- 土曜ワイド劇場特別企画 黒革の手帖スペシャル〜白い闇（2005年7月2日、テレビ朝日系） - 金沢刑事 役[注 2]
- 東海テレビの昼ドラ（フジテレビ系）
  - 偽りの花園（2006年4月3日 - 6月30日） - 早瀬川寛治郎 役
  - 安宅家の人々（2008年1月7日 - 3月28日） - 安宅譲二 役
  - 非婚同盟（2009年1月5日 - 4月3日） - 鏑咲忠雅 役
- 月曜ミステリー劇場→月曜ゴールデン（TBSテレビ系）
  - 宗像教授伝奇考3（2007年3月10日）
  - 釣り刑事2（2011年5月9日） - 磯貝保 役
  - 湯けむりバスツアー 桜庭さやかの事件簿4（2012年2月6日） - 大石正樹 役
  - 世田谷駐在刑事3（2015年8月10日） - 高森宗一郎 役
- しにがみのバラッド。 最終話（第12話）「しにがみのバラッド。Momo the girl god of death」（2007年3月26日、テレビ東京） - バラード 役
- アベレイジ・アベレイジ2（2008年3月28日、10月11日、フジテレビ） - もたい陽子と声の出演。
- サラリーマンNEO Seoson3 第1話・第2話・第6話（2008年4月6日・13日・5月10日、NHK）
- ドラマ8 ゴーストフレンズ 第3話（2009年4月16日、NHK） - 好青年 役
- 臨場 第2話（2009年4月22日、テレビ朝日系） - 谷田部克典 役
- バラエティ7 宇宙犬作戦 第4話（2010年8月13日、テレビ東京系） - ミッシェル 役
- 新・警視庁捜査一課9係 season2 第8話（2010年8月18日、テレビ朝日系）
- ドラマチック・サンデー パーフェクト・リポート 第3話 - 第5話（2010年10月 - 11月、フジテレビ） - 検事 役
- スペシャルドラマ 坂の上の雲  第十一回「二〇三高地」、第十二回「敵艦見ゆ」、最終回（第十三回）「日本海海戦」（2011年、NHK総合） - 連合艦隊[注 3]参謀・清河純一 役
- 金曜ナイトドラマ 13歳のハローワーク 第5話（2012年2月10日、テレビ朝日系） - 麻生剛志 役
- 土ドラ 主に泣いてます 第2話（2012年7月14日、フジテレビ系） - 春田学 役
- 遺留捜査 第2シリーズ 第6話（2012年8月23日、テレビ朝日系） - 向井繁 役
- 大河ドラマ 平清盛（2012年、NHK） - 藤原泰衡 役
- 連続ドラマW ヒトリシズカ 第2話（2012年10月28日、WOWOW） - 吉成 役
- 謎解きはディナーのあとで スペシャル〜風祭警部の事件簿〜（2013年8月2日、フジテレビ系） - 小栗忠順 役
- 土曜ドラマ 55歳からのハローライフ 第1話（2014年6月14日、NHK総合） - 仲西 役
- 水曜22時枠 若者たち2014 第2話・最終話（2014年、フジテレビ系） - 屋代正一 役
- 仮面ライダードライブ 第5話・第6話（2014年11月9日・16日、テレビ朝日系） - 桐原英治 役[99]
- シャキーン!（2015年、NHK Eテレ）
- 岩手復興ドラマ 冬のホタル（公式配信[100]）（2017年、岩手県 / 岩手日報 / 岩手放送 / 岩手めんこいテレビ） - 伊藤隆行 役[101]
- オトナの土ドラ 家族の旅路 家族を殺された男と殺した男（2018年2月3日 - 3月24日、フジテレビ系） - 河村真二 役[102]

### 映画
※動画配信を含む
- プラトニック・セックス（2001年10月20日、東宝）
- 理髪店主のかなしみ（2002年、スローラーナー）
- 13階段（2003年2月8日、東宝）
- 終着駅の次の駅（2003年、ギャガ・コミュニケーションズ）
- 1980（2003年12月6日、東京テアトル） - 廻 役
- ハーケンクロイツの翼（2004年7月24日、リベロ）
- 東京フレンズ〜THE MOVIE〜（2006年8月12日、松竹）
- 恋愛戯曲 〜私と恋におちてください。〜（2010年9月25日、ショウゲート）
- チェブラーシカ（2010年12月18日、東宝）
- トリハダ ‐劇場版‐（2012年9月13日、クロックワークス）
- オシャレ番外地（2014年3月8日、ndjc2013事務局・映像産業推進機構・アルタミラピクチャーズ）
- OKINAWA 1965（2018年7月7日、ロングラン・映像メディア事業部） - ナレーター
- 私たちの生まれた島（2020年9月4日、ロングラン・映像メディア事業部） - ナレーター

### テレビアニメ
※動画配信を含む
- DEAR BOYS（2003年4月7日 - 9月29日、テレビ東京） - 相澤直樹 役
- 金夜、安部礼司～平均的サラリーマンの異常な日常～（ラジオドラマ「NISSAN あ、安部礼司 〜beyond the average〜」のスピンオフ、2015年7月3日 - 7月31日、テレビ東京[103] / YouTube[104]） - エンドクレジット表記は 安部礼司 役(ナレーター)

### 舞台
※動画配信を含む
- 2002年
  - タワーリング・ライフ（紀伊國屋サザンシアター）
  - 新版・四谷怪談 左眼の恋（9月、HEP HALL / 他）
- 2003年
  - ヴィレッヂプロデュース 1989（青山円形劇場）
- 2004年
  - ナイル殺人事件（ル・テアトル銀座）
  - 阿佐ヶ谷スパイダースPREMIUM 真昼のビッチ（シアターアプル / 他）
  - しかたがない穴（AGAPE store#8、2月27日 - 3月16日、大阪 / 東京 / 福岡 / 広島）[105]
- 2005年
  - SHAKESPEARE’S R＆J（2月1日 - 20日、パルコ劇場 / 他）
  - 写楽考（8月30日 - 9月10日、シアター1010）
- 2006年
  - 音楽座ミュージカル リトルプリンス（11月9日 - 19日、東京芸術劇場中ホール / 他）
- 2007年
  - セレブの資格（3月19日 - 4月1日、ル・テアトル銀座 / 他）
  - ワンマンショー（6月7日 - 17日、シアタートラム / 他）
- 2008年
  - 空中ブランコ（4月20日 - 5月5日、東京芸術劇場中ホール / 他）
  - サド侯爵夫人（アトリエ・ダンカンプロデュース、10月17日 - 26日、東京グローブ座 / 他）
- 2009年
  - ネジと紙幣（9月17日 ~ 27日、天王洲銀河劇場 / 他）
- 2010年
  - M&Oplays＋PPPPプロデュース 窓（9月16日 - 26日、本多劇場 / 他）
  - ウエスタンモード（*pnish* vol.12、10月20日 - 24日、天王洲銀河劇場 / 他）
  - 雨男たちのクリスマス（12月23日、アトリエフォンテーヌ）
- 2014年
  - 現代能楽集Ⅶ 花子について（2月5日 - 16日、シアタートラム）
  - ママと僕たち 〜おべんきょイヤイヤBABYS〜（5月2日 - 11日、Aiia Theater Tokyo）
- 2015年
  - ママと僕たち 〜もっかい！いち！に！〜（2月21日 - 3月1日、Aiia Theater Tokyo）
  - M&Oplaysプロデュース 虹とマーブル（8月22日 - 9月6日、世田谷パブリックシアター / 他）
- 2017年
  - The Dark（3月3日 - 12日、吉祥寺シアター）
  - 妄想歌謡劇 上を下へのジレッタ（5月7日 - 6月4日、シアターコクーン / 他）
  - 朗読音楽劇 さくらまつ（10月20日 - 22日、東京・black A）
- 2018年
  - gutenberg!（7月23日・26日、新宿村LIVE） - カメオ出演
  - ミュージカル 深夜食堂（10月26日 - 11月11日、シアターサンモール）
- 2019年
  - ミュージカル いつか〜one fine day〜（4月11日 - 21日、シアタートラム）
- 2020年
  - いつかコンサート（11月5日・6日、神田明神ホール）
  - MiraiCHANNEL on Live（12月19日・20日、下北沢ザ・スズナリ）
- 2021年
  - スタンディングオベーション（8月3日 - 29日、TBS赤坂ACTシアター / 他）[106]
  - キッド・ビクトリー（12月16日 - 26日、浅草九劇）
- 2022年
  - 飛んでる最高（艶∞ポリス 第11回公演、4月13日 - 24日、下北沢駅前劇場）[107]
  - SERI〜ひとつのいのち（conSept、10月6日 - 16日、博品館劇場 / 他）[108]
- 2023年
  - 生意気なからあげ 〜目黒川のほとりで観る演劇〜（艶∞ナイトポリス、7月14日 - 28日、東京・中目黒 RIVERSIDE CLUB）[109]
  - ハリウッドスターになりたくない！（明治座9月純烈公演 第1部、9月8日 - 10月1日、明治座）[110]
  - 角刈りのカリスマ -美容室で観る演劇-（艶∞ナイトポリス 第2弾、11月21日 - 12月5日、東京・SORA学芸大学店）[111]
- 2024年
  - ハリウッドスターになりたくない！（新歌舞伎座開場65周年記念 新春 純烈公演 第1部、1月6日 - 1月22日、新歌舞伎座）[112]
  - チェリー・ホープを知ってるかい。（熟年団、12月4日 - 8日、恵比寿・エコー劇場）[113]
- 2025年
  - ナイト・ウィズ・キャバレット（2月13日 - 23日、シアターグリーン）[114]
  - CARNAGE（summer house vol.1、2025年3月26日 - 30日、アトリエ第Q藝術）[115]

- WANTED(2015年より各地で公演。公演タイトルは「WANTED Japan Tour [公演年]」と銘打たれ、その後ろに年ごとのサブタイトルがつけられる。)
  - 瞳をとじて耳とじて（2015年5月、東京 / 2015年10月 - 11月、熊本 / 新潟 / 岩手 / 福岡 / 大阪、イメージカラー：レッド）
  - 巨乳祭り（2016年5月 - 11月、東京 / 岡山 / 岩手 / 青森 / 熊本 / 新潟、イメージカラー：ブルー）
  - 生は生でも生搾り（2017年6月 - 9月、岡山 / 山形 / 岩手 / 高知 / 熊本 / 新潟、イメージカラー：グリーン）
  - 俺たち、いい匂いするって知ってた？（2018年6月 - 11月、岡山 / 岩手 / 山形 / 熊本 / 長野 / 新潟、イメージカラー：オレンジ）
  - 助けてもらったレイワ必ず返す!!（2019年7月 - 11月、岡山 / 山形 / 熊本 / 新潟 / 岩手 / 長野 / 大分、イメージカラー：ピンク）

- Deaf Deer Digs Deeper
  - #1 一人芝居
  - #2 真夏の因数分解
  - #3 生誕祭
  - #4 授業
  - #5 リアと最後の記憶
  - #6 落語会
  - #7 2人芝居
  - 大感謝祭

- クリオネプロデュース
  - パリアッチ
  - SLEEPLESS
- ナイロン100℃
  - 黒い十人の女
  - ハルディン・ホテル
  - 絶望居士のためのコント
  - ナイス・エイジ
  - ザ・ガンビーズ・ショウ
  - 吉田神経クリニックの場合
  - Φ（ファイ）
  - 偶然の悪夢
  - ロンドン→パリ→東京
  - 薔薇と大砲〜フリドニア日記#2〜
  - テイク・ザ・マネー・アンド・ラン
  - テクノ・ベイビー〜アルジャーノン第二の冒険〜

- 劇団ペンギンプルペイルパイルズ（小林タカ鹿などを初期メンバーとして2002年1月の「不満足な旅」から劇団化[8][7]）
  - #01 2mの魚（2000年）
  - #02 Work in the Time machine（2001年）
  - #03 不満足な旅（2002年）
  - #04 握手したら指を数えろ（2002年）
  - #05 ドリルの上の兄弟（2003年）
  - #06 ワンマン・ショー（2003年） ※演出の倉持裕が岸田國士戯曲賞を受賞
  - #07 スマイルザスマッシャー（2004年）
  - #08 246番地の雰囲気（2004年）
  - #09 機械（2005年）
  - #10 不満足な旅（2005年、再演）
  - #11 道子の調査（2006年）
  - #12 ゆらめき（2007年）
  - #13 審判員は来なかった（2008年）
  - #14 cover（2009年）
  - #15 謝罪の罪（2010年）
  - #16 ベルが鳴る前に（2012年）
  - #17 cover（2013年、再演）
  - #18 靴（2014年）